# جدول الأمم لأجيال نوح وفقا للكتاب المقدس العبري

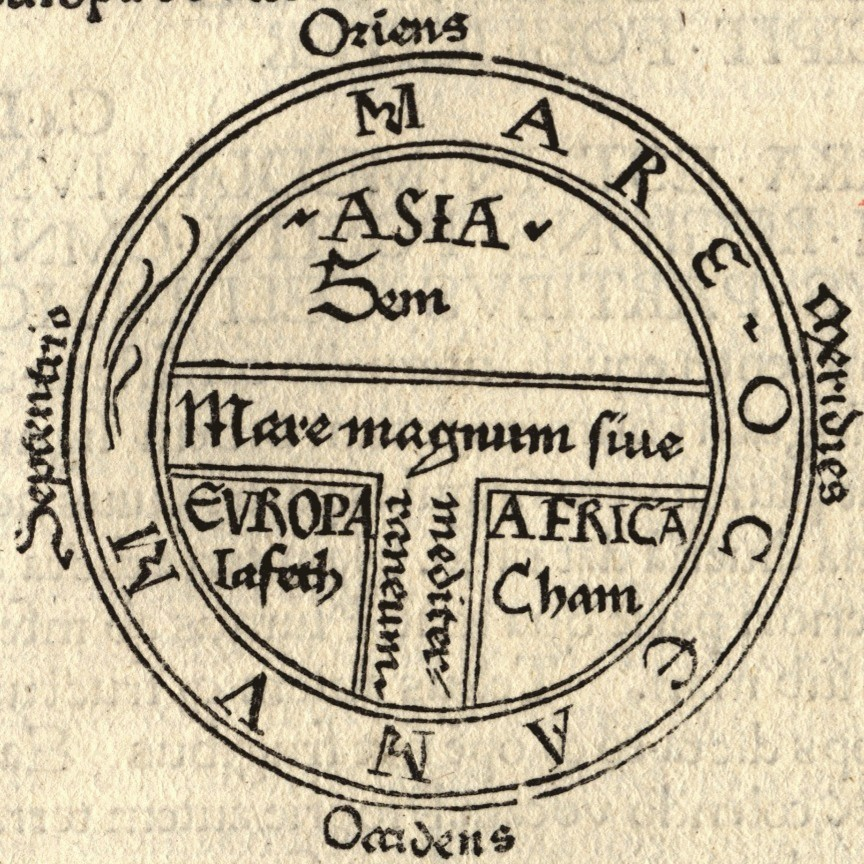
تُحدد خريطة T و O هذه ، المأخوذة من أول نسخة مطبوعة لـ Isidore 's Etymologiae (Augsburg 1472) ، القارات الثلاث المعروفة (آسيا وأوروبا وإفريقيا) على أنها مأهولة على التوالي بأحفاد Sem (Shem) و Iafeth (Japheth) و Cham. (هام).

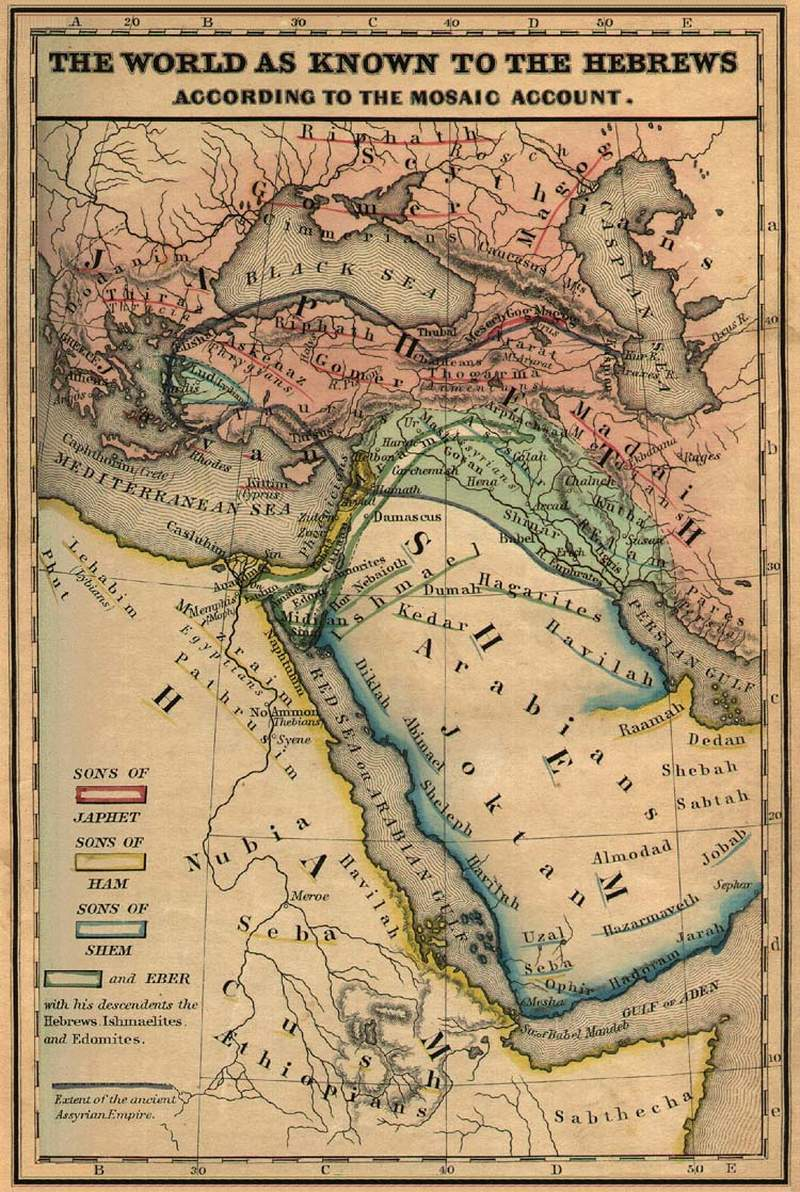
العالم كما هو معروف لدى العبرانيين وفقًا لحساب الفسيفساء (خريطة 1854 ، كتاب تاريخي وأطلس جغرافيا الكتاب المقدس ليمان كولمان)

أجيال نوح ، التي تسمى أيضًا جدول الأمم أو أصول الأمم ،  هي سلسلة نسب لأبناء نوح ، وفقًا للكتاب المقدس العبري ( تكوين 10:9 ) ، وتشتتهم في العديد من الأراضي بعد الطوفان ،  التركيز على المجتمعات الكبرى المعروفة. مصطلح الأمم لوصف المتحدرين هو ترجمة إنجليزية قياسية للكلمة العبرية " goyim " ، بعد ق. 400 م "أمة" فولجيت اللاتينية ، وليس لها نفس الدلالات السياسية التي تنطوي عليها الكلمة اليوم. 
تقدم قائمة 70 اسمًا لأول مرة العديد من الأسماء العرقية والأسماء الجغرافية المعروفة المهمة للجغرافيا التوراتية ،  مثل أبناء نوح الثلاثة شيم وحام ويافث ، والتي استمد منها علماء القرن الثامن عشر الألمان في مدرسة غوتنغن للتاريخ مصطلحات العرق الساميين والحاميين واليافيتيين . تم استخدام بعض أحفاد نوح أيضًا لأسماء الشعوب: من عيلام وآشور وآرام وكوش وكنعان تم اشتقاقهم على التوالي من العيلاميين والآشوريين والآراميين والكوشيين والكنعانيين . وبالمثل ، من بني كنعان: حث ، يبوس ، وعمورس ، كانوا من الحثيين واليبوسيين والأموريين . ومن نسل نوح الآخرين عابر - من سام (الذي جاء منه " العبرانيون ") ؛ الصياد الملك نمرود - من كوش ؛ والفلسطينيون من مصرايم .
مع انتشار المسيحية في جميع أنحاء الإمبراطورية الرومانية ، حملت فكرة أن جميع الناس ينحدرون من نوح. لكن تقليد الهويات اليهودية الهلنستية لأسلاف شعوب مختلفة ، والذي يركز بشكل كبير على شرق البحر الأبيض المتوسط والشرق الأدنى القديم (الموصوف أدناه) ، أصبح ممتدًا وأصبح تاريخه موضع تساؤل.[بحاجة لمصدر]</link> لم يتم تغطية جميع شعوب الشرق الأدنى ، ولم يتم تغطية شعوب أوروبا الشمالية المهمة للعالم الروماني والعصور الوسطى المتأخر ، مثل الشعوب السلتية والسلافية والجرمانية والشمالية ، ولم يتم تغطية شعوب أخرى من العالم ، مثل كأفارقة من جنوب الصحراء الكبرى والأمريكيين الأصليين وشعوب آسيا الوسطى وشبه القارة الهندية والشرق الأقصى وأستراليا . توصل العلماء إلى مجموعة متنوعة من الترتيبات لجعل الجدول مناسبًا ، على سبيل المثال ، السكيثيين ، الذين يظهرون في التقاليد ، يُزعم أنهم أسلاف الكثير من شمال أوروبا. 
وفقًا لجوزيف بلينكينسوب ، فإن 70 اسمًا في القائمة تعبر بشكل رمزي عن وحدة البشرية ، بما يتوافق مع 70 من نسل إسرائيل الذين نزلوا إلى مصر مع يعقوب في Genesis 46:27 و 70 من شيوخ إسرائيل الذين زاروا الله مع موسى في مراسم العهد في خروج 24:1–9 . 

## جدول الأمم
كتبت سعدية غاون (882-942) عن نسب العائلة الواردة في كتاب نوح التوراتي:
تتبعت الكتب المقدسة النسب الأبوي للسبعين أمة إلى أبناء نوح الثلاثة ، وكذلك نسب إبراهيم وإسماعيل ويعقوب وعيسو. عرف الخالق المبارك أن الناس سيجدون العزاء في معرفة هذه النسب العائلية ، لأن أرواحنا تطلب منا أن نعرفها ، حتى نحب [جميع] البشرية ، كشجرة زرعها الله في الأرض التي انتشرت أغصانها وتشتت شرقا وغربا ، شمالا وجنوبا ، في الجزء الصالح للسكنى من الأرض. كما أن لها وظيفة مزدوجة تتمثل في السماح لنا برؤية الجمهور باعتباره فردًا واحدًا ، والفرد الواحد باعتباره جمهورًا متعددًا. إلى جانب هذا ، يجب على الإنسان أن يفكر أيضًا في أسماء البلدان والمدن [التي استقر فيها]. 
كتب موسى بن ميمون ، مرددًا نفس المشاعر ، أن سلالة الأمم الواردة في الناموس لها وظيفة فريدة تتمثل في تأسيس مبدأ الإيمان ، كيف أنه على الرغم من أنه لم يكن هناك أكثر من ألفين وخمسمائة من آدم إلى موسى. سنوات ، وكان الجنس البشري منتشرًا بالفعل في جميع أنحاء الأرض في عائلات مختلفة ولغات مختلفة ، وكانوا لا يزالون أشخاصًا لهم سلف مشترك ومكان البداية. 

### سفر التكوين

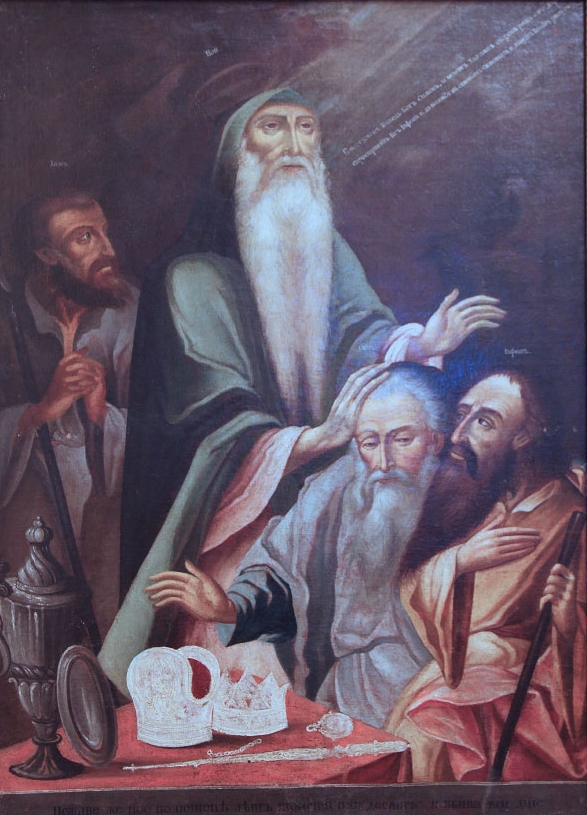
نوح يقسم العالم بين أبنائه. رسام مجهول روسيا ، القرن الثامن عشر

تتمحور الفصول من 1 إلى 11 من سفر التكوين حول خمس عبارات توليدو ("هذه هي أجيال ...") ، ورابعها "أجيال أبناء نوح ، وسام ، وحام ، ويافث". الأحداث التي سبقت رواية طوفان سفر التكوين ، التوليوت المركزي ، تتوافق مع الأحداث التالية: عالم ما بعد الطوفان هو خليقة جديدة تتوافق مع قصة الخلق في سفر التكوين ، وكان لنوح ثلاثة أبناء سكنوا العالم. تمتد المراسلات إلى الأمام أيضًا: هناك 70 اسمًا في الجدول ، يقابل 70 إسرائيليًا نزلوا إلى مصر في نهاية سفر التكوين وإلى 70 شيخًا من شيوخ إسرائيل الذين يصعدون الجبل في سيناء للقاء الله في الخروج. . يتم التأكيد على القوة الرمزية لهذه الأرقام من خلال الطريقة التي يتم بها ترتيب الأسماء بشكل متكرر في مجموعات من سبعة ، مما يشير إلى أن الجدول هو وسيلة رمزية لتضمين الالتزام الأخلاقي العالمي.  يوازي الرقم 70 أيضًا الأساطير الكنعانية ، حيث يمثل الرقم 70 عدد الآلهة في العشيرة الإلهية الذين تم تخصيص كل منهم لشعب خاضع له ، وحيث يحمل الإله الأعلى إيل وقرينته ، أشيرا ، لقب "أم / أب 70 إلهًا "، كان لا بد من تغييرها بسبب قدوم التوحيد ، لكن رمزيتها استمرت في الدين الجديد.[بحاجة لمصدر]</link>
الهيكل العام للجدول هو:
- 1. صيغة تمهيدية ، الإصدار 1
- 2. يافث ، الآيات ٢-٥
- 3. هام ، الآيات ٦-٢٠
- 4. سام ، الآيات ٢١ - ٣١
- 5. الصيغة الختامية ، العدد 32. [9]

من الصعب تمييز المبدأ العام الذي يحكم تخصيص مختلف الشعوب داخل الجدول: فهو يرمي إلى وصف البشرية جمعاء ، ولكنه في الواقع يقتصر على الأراضي المصرية في الجنوب ، وأراضي بلاد ما بين النهرين ، والأناضول / آسيا الصغرى والإغريق الأيوني . بالإضافة إلى ذلك ، فإن "أبناء نوح" ليسوا منظمين حسب الجغرافيا أو عائلة اللغة أو المجموعات العرقية داخل هذه المناطق.  يحتوي الجدول على العديد من الصعوبات: على سبيل المثال ، تم سرد أسماء شيبا وحويلة مرتين ، أولاً كأحد أحفاد كوش بن حام (الآية 7) ، ثم كأبناء يقطان ، أحفاد شيم ، و في حين أن الكوشيين هم من شمال إفريقيا في الآيات 6-7 ، فإنهم من بلاد ما بين النهرين غير مرتبطين في الآيات 10-14. 
لا يمكن تحديد تاريخ تكوين تكوين 1-11 بأي دقة ، على الرغم من أنه يبدو من المحتمل أن نواة مختصرة مبكرة قد تم توسيعها لاحقًا ببيانات إضافية.  أجزاء من الجدول نفسها "قد" مشتقة من القرن العاشر قبل الميلاد ، بينما تعكس أجزاء أخرى القرن السابع قبل الميلاد والمراجعات الكهنوتية في القرن الخامس قبل الميلاد.  توافقه مجموعة من الاستعراضات العالمية والأساطير وعلم الأنساب مع عمل المؤرخ اليوناني هيكاتيوس من ميليتوس ، النشط حوالي 520 قبل الميلاد. 

### سفر أخبار الأيام الأول
تتضمن أخبار الأيام الأول 1 نسخة من "جدول الأمم" من سفر التكوين ، ولكن تم تحريرها لتوضيح أن النية هي إنشاء خلفية لإسرائيل. يتم ذلك عن طريق تكثيف الفروع المختلفة للتركيز على قصة إبراهيم ونسله. والأهم من ذلك ، أنه يغفل تكوين 10: 9-14 ، الذي يرتبط فيه نمرود ، ابن كوش ، بمدن مختلفة في بلاد ما بين النهرين ، وبالتالي إزالة أي اتصال ببلاد ما بين النهرين من كوش. بالإضافة إلى ذلك ، لم يظهر نمرود في أي من قوائم ملك بلاد ما بين النهرين. 

### كتاب اليوبيلات

خريطة العالم الأيوني

تم توسيع جدول الأمم بالتفصيل في الفصول 8-9 من كتاب اليوبيلات ، والذي يُعرف أحيانًا باسم "التكوين الأصغر" ، وهو عمل من أوائل فترة الهيكل الثاني .  يعتبر اليوبيل كتابًا زائفًا من قبل معظم الطوائف المسيحية واليهودية ، ولكن يُعتقد أنه تم اعتباره من قبل العديد من آباء الكنيسة .  يُعتقد أن تقسيمها لأحفادها في جميع أنحاء العالم قد تأثر بشدة بـ "خريطة العالم الأيونية" الموصوفة في تاريخ هيرودوت ،  ويُعتقد أن المعاملة الشاذة لكنعان وماداي كانت "دعاية" من أجل التوسع الإقليمي لدولة الحشمونئيم ". 

### نسخة السبعينية
تُرجم الكتاب المقدس العبري إلى اليونانية في الإسكندرية بناءً على طلب بطليموس الثاني ، الذي حكم مصر في الفترة من 285 إلى 246 قبل الميلاد.  نسخته من جدول الأمم هي إلى حد كبير مماثلة لتلك الموجودة في النص العبري ، ولكن مع الاختلافات التالية:
- يُدرج إليسا على أنه ابن إضافي ليافث ، مما يمنحه ثمانية بدلاً من سبعة ، مع الاستمرار في إدراجه أيضًا على أنه ابن جاوان ، كما هو الحال في النص الماسوري.
- في حين أن النص العبري يذكر شيلح على أنه ابن أرفكشاد في سلالة سام ، فإن الترجمة السبعينية لها قينان باعتباره ابن أرفكشاد وأب شيلة - يعطي كتاب اليوبيلات مجالًا كبيرًا لهذا الرقم. يظهر كاينان مرة أخرى في نهاية قائمة أبناء سام.
- أوبال ، ابن يقطان الثامن في النص الماسوري ، لا يظهر. [13]

### 1 بطرس
في الرسالة الأولى لبطرس ، 3:20 ، يقول المؤلف أن ثمانية أشخاص أبرار قد خلصوا من الطوفان العظيم ، مشيرًا إلى الرجال الأربعة المذكورين ، وأن زوجاتهم على متن سفينة نوح غير مذكورة في أي مكان آخر في الكتاب المقدس.

## بنو نوح سام وحام ويافث

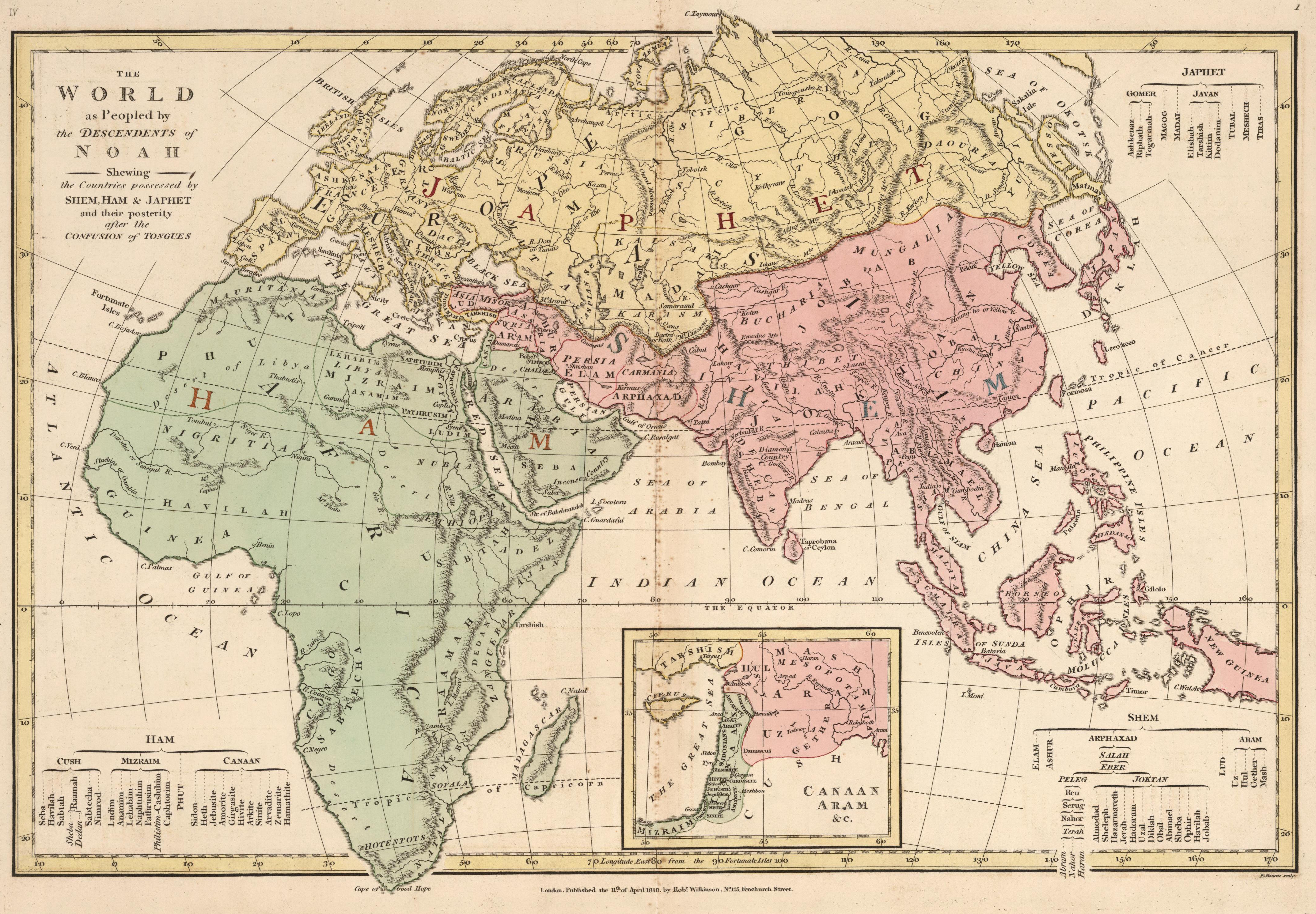
خريطة عام 1823 لروبرت ويلكينسون (انظر أيضًا نسخة 1797 هنا). قبل منتصف القرن التاسع عشر ، كان سام مرتبطًا بكل آسيا ، ولحم مع كل إفريقيا ويافث بكل أوروبا.

يخبرنا رواية سفر التكوين كيف أن نوح وأبناؤه الثلاثة سام وحام ويافث ، مع زوجاتهم ، قد أنقذوا من الطوفان لإعادة إسكان الأرض.
- نسل سام : يعطي التكوين الاصحاح 10: 21-30 قائمة واحدة من نسل سام. في الاصحاح 11: 10-26 قائمة ثانية من نسل سام أسماء إبراهيم وبالتالي العرب وإسرائيل . [18] من وجهة نظر بعض العلماء الأوروبيين في القرن السابع عشر (مثل جون ويب ) ، فإن الشعوب الأمريكية الأصلية في أمريكا الشمالية والجنوبية وشرق بلاد فارس و "الهنود" تنحدر من شيم ، [19] ربما من خلال نسله يقطان . [20] [21] يُعرِّف بعض الخلقيين المعاصرين شيم على أنه سلف مجموعة هابلوغروب Y-chromosomal IJ ، وبالتالي مجموعات هابلوغروب I (شائعة في شمال أوروبا) و J (شائعة في الشرق الأوسط).

- نسل حام : جد كوش ، مصر ، وفوط ، وكنعان التي تضم أراضيها أجزاء من إفريقيا. كما تم ربط السكان الأصليين الأستراليين والسكان الأصليين في غينيا الجديدة بهام. [22] أصل اسمه غير مؤكد. وقد ربطه بعض العلماء بمصطلحات مرتبطة بالألوهية ، ولكن من غير المرجح أن يكون وضع حام إلهيًا أو شبه إلهي. [23]
- أحفاد يافث : يرتبط اسمه باليوناني الأسطوري تيتان إيابيتوس ، ومن أبنائه جافان ، مدن إيونيا الناطقة باليونانية. [6] في تكوين 9:27 ، تشكل تورية مع الجذر العبري yph : "لِيَفْسِحِ الله مكانًا [ الهيبهيل من جذر yph] ليافث ، لكي يعيش في خيام سام وقد يكون كنعان عبدًا له." [24]

استنادًا إلى تقليد يهودي قديم موجود في الآرامية Targum لجوناثان بن عزييل الزائف ،  إشارة سردية إلى أصول الأمم في Genesis 10:2-ff يليها ، والتي ، بشكل أو بآخر ، تم نقلها أيضًا من قبل جوزيفوس في كتابه الآثار ،  تكرر في التلمود ،  وتم تفصيله من قبل علماء اليهود في العصور الوسطى ، مثل الأعمال التي كتبها سعدية غاون ،  جوسيبون ،  ودون إسحاق أباربانيل ،  الذين ، بناءً على معرفتهم الخاصة بالأمم ، أظهروا أنماط هجرتهم في وقت تكوينهم:
"أبناء يافث هم جومر ،  وماجوج ،  وماداي ،   وجوان ،  وتوفال ،  وماشك  وتيراس ،  بينما أسماء أبرشيتهم هي أفريقيا الصحيحة ،  و Germania ،  و Media ، و مقدونيا وBithynia ،  و Moesia (var. ميسيا) وتراقيا . الآن ، كان أبناء جومر أشكناز ،  ورفعت  وتوجرمة ،   بينما أسماء أبرشيتهم هي آسيا ،  وبارثيا و "أرض البرابرة". أبناء جاوان هم أليشع  و Tarshish  Kitim  و Dodanim ،  بينما أسماء أبرشيتهم هي إليس ،  و طرسوس ، أخائية  ودردانية ". - Targum Pseudo-Jonathan في تكوين 10: 2-5
"بنو هم كوش ومرايم  وفو (فوت)  وكنعان  بينما أسماء أبرشيتهم هي شبه الجزيرة العربية ومصر وإليريق  وكنعان . أبناء كوش هم صبا  وحولة  وصفتة  ورعمة وصفتة ،  [بينما أبناء رحمه هم شيفا وددان].  تسمى أسماء أبرشيتهم Sīnīrae ،  و Hīndīqī ،  Samarae ،  Lūbae ،  Zinğae ،  بينما أبناء موريتينوس  هم [سكان] زمارغاد و [سكان] مزاغ . "  - Targum Pseudo-Jonathan في تكوين 10: 6-7
"أبناء سام هم عيلام  وآشور  وأرفكشاد  ولود  وآرام.  وهؤلاء بنو ارام عوص  وهول  وجاثر وماش.  ] الآن ، Arphaxad ولد Shelah (صلاح) ، و Shelah ولد Eber .  ولد لعابر ولدان ، أحدهما يدعى فالج ،  حيث انقسمت [أمم] الأرض في أيامه ، واسم أخيه يقطان .  ولد يقطان المداد فقاس الارض بالحبال.  شليف ، الذي استخرج مياه الأنهار.  وحازرمفث  وجراح  وهدورام  وأوزال  ودقلة  وأوبال  وأبيمايل  وشبا   و Ophir ،  و حويلة ،  ويوباب ،  وجميعهم من أبناء يقطان. "  - Targum Pseudo-Jonathan في تكوين 10: 22-28
| سليل نوح (تكوين 10: 2 - 10:23) | التعريفات التاريخية المقترحة |
| ------------------------------ | --- |
| جومر                           | السيميريون |
| ماجوج                          | ليديا ( أسرة مرناد ) |
| ماداي                          | غير مؤكد ، يُحسب عادةً على أنه الميديين ، لكن المقترحات الأخرى تشمل ماتين ، ومنيع ، وميتاني . |
| جافان                          | الأيونيون |
| توبال                          | طبال |
| مشيك                           | الموسكي |
| اشكناز                         | السكيثيين |
| ريفاث                          | غير مؤكد ، تشمل المقترحات Paphlagonia و Arimaspi شبه التاريخية . |
| توجرمة                         | Tegarama |
| اليشة                          | غير مؤكد ، يُحسب عادةً على أنه العاشيا ، لكن هناك مقترحات أخرى تشمل Magna Graecia ، و Sicels ، الإيولايين [ ] وقرطاج . |
| ترشيش                          | ترشيش ، على الرغم من أن موقعها قد نوقش لعدة قرون ولا يزال غير مؤكد. |
| كتيم                           | كيتيون |
| دودانيم                        | غير مؤكد ، ومما زاد من تعقيده تصديقه اللاحق باسم R odanim . أولئك الذين يفترضون أن دودانيم يمثل الشكل الأصلي قد اقترحوا دودونا، [ دردانيا ، ودردانوس . في حين أن أولئك الذين يفترضون أن رودانيم يمثل النسخة الأصلية قد اقترحوا بشكل عام تقريبًا رودس . |
| كوش                            | كوش |
| مصرايم                         | مصر |
| يضع                            | ليبيا القديمة |
| كنعان                          | كنعان |
| سيبا                           | غير مؤكد |
| حويلة                          | غير مؤكد ، المقترحات تشمل النوبة ، شبه الجزيرة العربية ، الصومال ، وجزيرة البحرين . |
| سبتة                           | غير مؤكد |
| رامة                           | غير مؤكد |
| سبتكا                          | غير مؤكد |
| شيبا                           | السبع |
| ديدان                          | لحيان |
| نمرود                          | توجد مقترحات مختلفة غير مؤكدة تتخيل نمرود كمجموعة عرقية وشخص ومدينة وإله. |
| لوديم                          | غير مؤكد ، يُقترح أحيانًا لتمثيل ليبيا |
| اناميم                         | غير مؤكد |
| لهبيم                          | غير مؤكد ، متزامن أحيانًا مع Ludim. |
| نفتوحيم                        | غير مؤكد |
| باتروسيم                       | باتروس |
| " الكاسلوهيت "                 | Kasluḥet من مصر ، التعريف الحديث غير مؤكد. |
| " الكفتوريين "                 | Caphtor ، تحديد الهوية الحديثة غير مؤكد ، تشمل المقترحات كيليكيا وقبرص وكريت . |
| صيدا                           | صيدا |
| هيث                            | الحثيين التوراتية |
| " اليبوسيون "                  | يبوس ، المعروف تقليديا باسم القدس |
| " العموريون "                  | أمورو |
| " الجرجاشون "                  | غير مؤكد |
| " Hivites "                    | غير مؤكد |
| " Arkites "                    | عرقة |
| " السينيين "                   | غير مؤكد |
| " الأرفاديون "                 | ارواد |
| " الزماريون "                  | سمور |
| " الحماثيون "                  | حماة |
| عيلام                          | عيلام |
| آشور                           | أشور |
| لود                            | ليديا |
| ارام                           | ارام |
| أوز                            | تشمل المواقع المفترضة " أرض عوز " أرام وأدوم |
| هول                            | غير مؤكد |
| جاثر                           | غير مؤكد |
| الهريس                         | غير مؤكد |

### مشاكل تحديد الهوية
بسبب التجمع التقليدي للناس على أساس انحدارهم المزعوم من أسلاف الكتاب المقدس الثلاثة الرئيسيين (سام ، حام ، ويافث) من قبل الديانات الإبراهيمية الثلاثة ، في السنوات السابقة كانت هناك محاولة لتصنيف هذه المجموعات العائلية وتقسيم الجنس البشري إلى ثلاث مجموعات. أعراق تسمى Caucasoid وMongoloid وNegroid (كانت تسمى في الأصل "إثيوبيا") ، وهي مصطلحات تم تقديمها في ثمانينيات القرن الثامن عشر من قبل أعضاء مدرسة غوتنغن للتاريخ .  من المسلم به الآن أن تحديد مجموعات النسب بدقة على أساس النسب الأبوي هو مشكلة ، بسبب حقيقة أن الدول ليست ثابتة. غالبًا ما يكون الناس متعددي اللغات والأعراق ، ويهاجر الناس أحيانًا من بلد إلى آخر  - سواء طواعية أو غير طوعية. اختلطت بعض الدول مع أمم أخرى ولم يعد بإمكانها تتبع النسب الأبوي ،  أو استوعبت وتخلت عن لغة أمها من أجل لغة أخرى. بالإضافة إلى ذلك ، لا يمكن دائمًا استخدام الأنماط الظاهرية لتحديد العرق بسبب الزيجات بين الأعراق. تُعرَّف الأمة اليوم بأنها "مجموعة كبيرة من الأشخاص الذين يسكنون إقليمًا معينًا يوحدهم أصل مشترك أو تاريخ أو ثقافة أو لغة". إن خط النسب الكتابي بغض النظر عن اللغة ،  مكان المهد ،  أو التأثيرات الثقافية ، حيث أن كل ما هو ملزم هو خط النسب الأبوي.  لهذه الأسباب ، قد تكون محاولة تحديد علاقة دم دقيقة لأي مجموعة في العصر الحديث اليوم غير مجدية. في بعض الأحيان ، يتحدث الأشخاص الذين يتشاركون أصلًا أبويًا مشتركًا لغتين منفصلتين ، بينما في أوقات أخرى ، قد تكون اللغة التي يتحدث بها الأشخاص من أصل مشترك قد تم تعلمها والتحدث بها من قبل عدة دول أخرى من أصل مختلف.
هناك مشكلة أخرى مرتبطة بتحديد مجموعات النسب بدقة على أساس النسب الأبوي ، وهي إدراك أنه ، بالنسبة لبعض مجموعات الأسرة النموذجية ، ظهرت مجموعات فرعية معينة ، وتعتبر متنوعة عن بعضها البعض (مثل إسماعيل ، سلف الدول العربية ، وإسحاق ، سلف الأمة الإسرائيلية ، على الرغم من أن كلا المجموعتين العائليتين مشتقتان من خط سام الأبوي عبر عابر . العدد الإجمالي للمجموعات الفرعية الأخرى ، أو المجموعات المنشقة ، ولكل منها لغتها وثقافتها المميزة غير معروف.

## التفسيرات الإثنولوجية
إن تحديد مجموعات محددة جغرافيًا من الناس من حيث نسبهم التوراتية ، بناءً على أجيال نوح ، كان أمرًا شائعًا منذ العصور القديمة.
تمت صياغة التقسيم الكتابي الحديث المبكر لـ " الأجناس " في العالم إلى الساميين والحاميين واليافيتيين في مدرسة غوتنغن للتاريخ في أواخر القرن الثامن عشر - بالتوازي مع المصطلحات اللونية للعرق التي قسمت الجنس البشري إلى خمسة أعراق ملونة (" قوقازي أو أبيض "،" منغولي أو أصفر "،" إثيوبي أو أسود "،" أمريكي أو أحمر "و" ماليزي أو بني ").

## أبناء نوح خارج الكتاب المقدس
توجد تقاليد مختلفة في مصادر ما بعد الكتاب المقدس والتلمودية تدعي أن نوح كان لديه أطفال غير سام وحام ويافث الذين ولدوا قبل الطوفان.
وفقًا للقرآن ( هود – ) ، كان لنوح ابنًا آخر لم يذكر اسمه رفض أن يأتي على متن السفينة ، وفضل بدلاً من ذلك تسلق الجبل حيث غرق. بعض المعلقين الإسلاميين اللاحقين أعطوا اسمه إما يام أو كنعان . 
وفقًا للأساطير الأيرلندية ، كما هو موجود في حوليات الأساتذة الأربعة وفي أماكن أخرى ، كان لنوح ابنًا آخر يُدعى بيث لم يُسمح له بالصعود على متن السفينة ، وحاول استعمار أيرلندا بـ 54 شخصًا ، لكن تم القضاء عليه في الطوفان.[بحاجة لمصدر]</link>
تؤكد بعض مخطوطات القرن التاسع من الأنجلو سكسونية كرونيكل أن شيفا كان الابن الرابع لنوح ، المولود على متن السفينة ، والذي تتبع منه بيت ويسيكس أسلافهم ؛ في نسخة ويليام أوف مالمسبري عن علم الأنساب هذا (حوالي 1120) ، أصبح سكيف بدلاً من ذلك سليلًا لستريفيوس ، الابن الرابع المولود على متن السفينة ( جيستا ريجنوم أنجلوروم ).[بحاجة لمصدر]</link>
يذكر العمل العربي المبكر المعروف باسم كتاب المجال "كتاب الرولات" (جزء من أدب كليمنتين ) بونيتر ، الابن الرابع لنوح ، المولود بعد الطوفان ، والذي يُزعم أنه اخترع علم الفلك وأمر نمرود.  تم العثور أيضًا على متغيرات هذه القصة بأسماء متشابهة في كثير من الأحيان لابن نوح الرابع في ج. القرن الخامس عمل الجعيز صراع آدم وحواء مع الشيطان ( بارفين ) ، ج. القرن السادس كتاب السريان كهف الكنوز ( Yonton ) ، القرن السابع نهاية العالم من Pseudo-Methodius ( Ionitus  ) ، الكتاب السرياني للنحل 1221 ( Yônatôn ) ، العبرية Chronicles of Jerahmeel ، c. القرنين الثاني عشر – عشر ( جونيث ) ، وفي جميع أنحاء الأدب الأرمني الملفق ، حيث يشار إليه عادة باسم مانيتون ؛ وكذلك في أعمال بيتروس كوميستور ج. 1160 ( Jonithus ) ، Godfrey of Viterbo 1185 ( Ihonitus ) ، Michael the Syrian 1196 ( Maniton ) ، أبو المكارم ج. 1208 ( أبو نيور ) ؛ جاكوب فان ميرلانت ج. 1270 ( جونيتوس ) وابراهام زاكوتو 1504 ( يونيكو ).
مارتن من أوبافا (ج .1250) ، الإصدارات اللاحقة من Mirabilia Urbis Romae ، و Chronica Boemorum من Giovanni de 'Marignolli (1355) جعل Janus (الإله الروماني) الابن الرابع لنوح ، الذي انتقل إلى إيطاليا ، اخترع علم التنجيم ، ووجه نمرود.[بحاجة لمصدر]</link>
وفقًا للراهب Annio da Viterbo (1498) ، ذكر الكاتب البابلي الهلنستي Berossus 30 طفلًا ولدوا لنوح بعد الطوفان ، بما في ذلك Macrus و Iapetus Iunior (Iapetus the Younger) و Prometheus Priscus (Prometheus the Elder) و Tuyscon Gygas (Tuyscon) العملاق) ، كرانا ، كرانوس ، جرانوس ، 17 تيتان ( جبابرة ) ، أراكسا بريسكا (أراكسا الأكبر) ، ريجينا ، باندورا إيونيور (باندورا الأصغر) ، ثيتيس ، المحيط ، وتيفويوس . ومع ذلك ، يُنظر إلى مخطوطة آنيو على نطاق واسع اليوم على أنها مزورة. 
ذكر المؤرخ ويليام ويستون في كتابه "نظرية جديدة للأرض" أن نوح ، الذي سيتم التعرف عليه بفوكسي ، هاجر مع زوجته وأطفاله المولودين بعد الطوفان إلى الصين ، وأسس الحضارة الصينية.  

## ملحوظات
1. المعنى هنا هو أفريقيا Zeugitana في الشمال ؛ أفريقيا بيزاسينا إلى الجنوب المتاخم لها (المقابلة لشرق تونس) ، وأفريقيا طرابلس إلى الجنوب المتاخم لها (المقابل لجنوب تونس وشمال غرب ليبيا). كانت جميعها جزءًا من Dioecesis Africae ، أو Africa propria ، في العصور الرومانية المبكرة. انظر ليو أفريكانوس (1974) ، المجلد. 1 ، ص. 22. نيوباور (1868: 400) يعتقد أن الأفريكية في النص الآرامي "يجب أن تمثل بالضرورة بلدًا في آسيا هنا. بعض العلماء يريدون رؤية فريجيا هناك ، والبعض الآخر أيبيريا" (نهاية الاقتباس).
2. اسم مرتبط عادةً بالإيوليين ، الذين استقروا في إليدا (المعروفة سابقًا باسم إليس) في اليونان ، وفي المناطق المحيطة بها. كتب جوناثان بن عزيئيل ، الذي قدم ترجمة آرامية لكتاب حزقيال في أوائل القرن الأول الميلادي ، أن أليشع في حزقيال 27: 7 هي مقاطعة إيطاليا ، مما يشير إلى أن نسله قد استقروا هناك في الأصل. وفقًا لمفسر الكتاب المقدس العبري ، Abarbanel (1960: 173) ، فقد أنشأوا أيضًا مستعمرة كبيرة في صقلية ، يُعرف سكانها باسم الصقليين. وفقًا لـJosippon (1971: 1) ، استقر أحفاد إليشا أيضًا في ألمانيا ( Almania).
3. _ _ _ _ _ _ _ _ _ _ _ _ _ المجموعات دائمًا سلسة ومتغيرة باستمرار.
4. مكان يعتقد أنه في السودان الحالي. [ بحاجة لمصدر ]
5. مكان في شبه القارة الهندية .
6. يصف بليني الأكبر في كتابه " التاريخ الطبيعي" هذا المكان بأنه يقع على طول ضفاف نهر النيل.
7. أعطى الجغرافيون العرب في العصور الوسطى الاسم Zinğ أو Zinj إلى الأفارقة الذين يسكنون على طول المحيط الهندي ، كما هو الحال في كينيا الحالية ، ولكن قد يشيرون أيضًا إلى أماكن على طول الساحل السواحلي . انظر ابن خلدون(1927: 106) ، الذي كتب في القرن الرابع عشر من الزنج عن هذه الحكمة: "يعدد ابن سعيد تسعة عشر شعباً أو قبيلة يتكون منها العرق الأسود ؛ وهكذا ، على الجانب الشرقي ، على في المحيط الهندي ، نجد الزنج ، وهي أمة تمتلك مدينة مونبيكا ( مومباسا ) وتمارس عبادة الأصنام "(نهاية الاقتباس). ابن خلدون (1967) ص. 123 ، يكرر نفس الشيء في عمله ، المقدمة، ووضع الأشخاص الذين يطلق عليهم اسم Zinğ على طول ساحل المحيط الهندي ، بين زيلا ومقديشو .
8. كان موريتينوس أسلاف Black Moors ، الذين تحمل اسم المنطقة في شمال إفريقيا اسمها. يرتبط اسمه عمومًا بالكتاب المقدس Raʻamah ، والتي أطلق عليهاالإغريق اسم Maurusii . في طنجة (موريتانيا الأولى) ، كان المورون السود بالفعل يمثلون أقلية في وقت بليني ، وحل محلهم الغيتوليون إلى حد كبير . وفقًا لـ R. Saadia Gaon (1984: 32) ، كان يُعتقد أن أحفاد Raʻamah (Mauretinos) قد استقروا Kakaw ، ربما Gao ، على طول منحنى نهر النيجر . بدلاً من ذلك ، ربما كانت سعدية غاون تشير إلى Gaogaالذين يسكنون منطقة تحد بورنو من الغرب والنوبة من الشرق. في هذا المكان ، انظر Leo Africanus (1974: vol. 3، p. 852 - note 27)
9. يذكر بليني في كتابه " التاريخ الطبيعي " هذا المكان تحت اسم سباعي .
10. في التقاليد اليهودية ، غالبًا ما يرتبط أوفير بمكان في الهند ، حيث يُعتقد أن أحفاد أوفير قد استقروا. كتب المعلق الكتابي في القرن الرابع عشر ، ناثانيل بن إشعياء : " وأوفير وحويلة ويوباب (تكوين 10:29) ، هذه هي أراضي البلدان في الشرق ، وهي تلك التي كانت في المناخ الأول " (انتهى). ، وأي مناخ أول ، وفقًا للبيروني ، تقع شبه القارة الهندية بالكامل فيه. راجع جوزيفوس ، ( آثار اليهود 8.6.4. ، سيفيرت أوريا تشيرسونيسوس ). مؤلف المعاجم من القرن العاشر ، بن إبراهيم الفاسي(1936: 46) ، تم تحديد أوفير مع Serendip ، الاسم الفارسي القديم لسريلانكا (المعروف أيضًا باسم سيلان).

## فهرس
- Abarbanel، Isaac (1960). Commentary of Abarbanel on the Torah (Genesis) (بالعبرية). Jerusalem: Bene Arbel Publishers. ج. 1. مؤرشف من الأصل في 2023-01-08. (an English translation published in 2016, by the Golan Abarbanel Research Institute, 1057900303)
- Adler, Elkan Nathan (2014). Jewish Travellers (بالإنجليزية). London: Routledge. OCLC:886831002. (first printed in 1930)
- Alexander، Philip (1988). "Retelling the Old Testament". It is Written: Scripture Citing Scripture: Essays in Honour of Barnabas Lindars, SSF. CUP Archive. ISBN:9780521323475.
- Al-Hamdāni, al-Ḥasan ibn Aḥmad (1938). The Antiquities of South Arabia - The Eighth Book of Al-Iklīl (بالإنجليزية). Oxford: Oxford University Press. OCLC:251493869. (reprinted in Westport Conn. 1981)
- Ben Abraham al-Fasi، David (1936). Solomon Skoss (المحرر). The Hebrew-Arabic Dictionary of the Bible, Known as 'Kitāb Jāmiʿ al-Alfāẓ' (Agron) of David ben Abraham al-Fasi (بالعبرية). New Haven: مطبعة جامعة ييل. ج. 1. ص. 46. OCLC:840573323.
- Ben Maimon, Moses (1956). Guide for the Perplexed (بالإنجليزية). Translated by Michael Friedländer (2nd ed.). New York: Dover Publishers. OCLC:318937112.
- Blenkinsopp، Joseph (2011). Creation, Un-creation, Re-creation: A Discursive Commentary on Genesis 1–11. A&C Black. ISBN:9780567372871. مؤرشف من الأصل في 2023-03-26.
- Bøe، Sverre (2001). Gog and Magog: Ezekiel 38–39 as pre-text for Revelation 19, 17–21 and 20, 7–10. Mohr Siebeck. ISBN:9783161475207. مؤرشف من الأصل في 2023-07-16.
- Brodie، Thomas L. (2001). Genesis As Dialogue: A Literary, Historical, and Theological Commentary. Oxford University Press. ISBN:9780198031642. مؤرشف من الأصل في 2023-07-16.
- Carr، David McLain (1996). Reading the Fractures of Genesis: Historical and Literary Approaches. Westminster John Knox Press. ISBN:9780664220716. مؤرشف من الأصل في 2023-07-16.
- Day، John (2014). "Noah's Drunkenness, the Curse of Canaan". في Baer، David A.؛ Gordon، Robert P. (المحررون). Leshon Limmudim: Essays on the Language and Literature of the Hebrew Bible in Honour of A.A. Macintosh. A&C Black. ISBN:9780567308238.
- Dillmann، August (1897). Genesis: Critically and Exegetically Expounded. Edinburgh, UK: T. and T. Clark. ج. 1. ص. 314.
- D'Souza, Dinesh (1995). The End of Racism (بالإنجليزية). New York, New York: Simon & Schuster Audio. ISBN:0671551299. OCLC:33394422.
- Epiphanius (1935). James Elmer Dean (المحرر). Epiphanius' Treatise on Weights and Measures - The Syriac Version. Chicago: دار نشر جامعة شيكاغو. OCLC:123314338.
- Gmirkin، Russell (2006). Berossus and Genesis, Manetho and Exodus: Hellenistic Histories and the Date of the Pentateuch. Bloomsbury Publishing USA. ISBN:9780567134394. مؤرشف من الأصل في 2023-04-05.
- Granerød، Gard (2010). Abraham and Melchizedek. Walter de Gruyter. ISBN:9783110223453. مؤرشف من الأصل في 2023-07-16.
- Ibn Khaldun (1927). Histoire des Berbères et des dynasties musulmanes de l'Afrique septentrionale (Histoire des Dynasties Musulmanes) (بالفرنسية). Translated by البارون دي سلان. Paris: P. Geuthner. Vol. 2. OCLC:758265555.
- Ibn Khaldun (1958). The Muqaddimah: an introduction to history (بالإنجليزية). Translated by Franz Rosenthal. London: روتليدج (دار نشر) Ltd. Vol. 1. OCLC:956182402.
- Ishtori Haparchi (2007). Avraham Yosef Havatzelet (المحرر). Sefer Kaftor Ve'ferah (بالعبرية) (ط. 3). Jerusalem: Bet ha-midrash la-halakhah ba-hityashvut. ج. 2 (chapter 11). OCLC:32307172.
- Isidore of Seville (1970). History of the Goths, Vandals, and Suevi. ترجمة: Guido Donini and Gordon B. Ford, Jr. Leiden: دار بريل للنشر. OCLC:279232201.
- Isidore of Seville (2006). Barney، Stephen A.؛ Lewis، W.J.؛ Beach، J.A. (المحررون). The Etymologies of Isidore of Seville. Cambridge, UK: Cambridge University Press. ISBN:978-0-521-83749-1. OCLC:1130417426.
- Josephus (1998). Jewish Antiquities. The Loeb Classical Library. ترجمة: Henry St. John Thackeray. Cambridge, Mass.: دار نشر جامعة هارفارد. ج. 1. ISBN:0674995759.
- Josippon (1971). Hayim Hominer (المحرر). Josiphon by Joseph ben Gorion Hacohen (ط. 3). Jerusalem: Hominer Publication. ص. 1–2. OCLC:776144459. (reprinted in 1978)
- Kaminski، Carol M. (1995). From Noah to Israel: Realization of the Primaeval Blessing After the Flood. A&C Black. ISBN:9780567539465. مؤرشف من الأصل في 2023-07-16.
- Keiser، Thomas A. (2013). Genesis 1–11: Its Literary Coherence and Theological Message. Wipf and Stock Publishers. ISBN:9781625640925. مؤرشف من الأصل في 2022-04-07.
- Knoppers، Gary (2003). "Shem, Ham and Japheth". في Graham، Matt Patrick؛ McKenzie، Steven L.؛ Knoppers، Gary N. (المحررون). The Chronicler as Theologian: Essays in Honor of Ralph W. Klein. A&C Black. ISBN:9780826466716.
- Kautzsch، E.F. The Early Narratives of Genesis. (quoted in Orr، James (1917). The Fundamentals. Los Angeles, CA: Biola Press. ج. 1.)
- Leo Africanus (1974). Robert Brown (ed.). History and Description of Africa (بالإنجليزية). Translated by John Pory. New York Franklin. Vol. 1–3. OCLC:830857464. (reprinted from London 1896)
- Luzzatto، S.D. (1965). P. Schlesinger (المحرر). S.D. Luzzatto's Commentary to the Pentateuch (بالعبرية). Tel-Aviv: Dvir Publishers. ج. 1. OCLC:11669162.
- Macbean, A. (1773). A Dictionary of Ancient Geography: Explaining the Local Appellations in Sacred, Grecian, and Roman History (بالإنجليزية). London: G. Robinson. OCLC:6478604. Archived from the original on 2023-07-16.
- Machiela، Daniel A. (2009). "A Comparative Commentary on the Earths Division". The Dead Sea Genesis Apocryphon: A New Text and Translation With Introduction and Special Treatment of Columns 13–17. BRILL. ISBN:9789004168145.
- Matthews، K.A. (1996). Genesis 1–11:26. B&H Publishing Group. ISBN:9781433675515. مؤرشف من الأصل في 2023-07-16.
- McEntire، Mark (2008). Struggling with God: An Introduction to the Pentateuch. Mercer University Press. ISBN:9780881461015. مؤرشف من الأصل في 2022-04-07.
- Nethanel ben Isaiah (1983). Sefer Me'or ha-Afelah (بالعبرية). ترجمة: يوسف قافيه. Kiryat Ono: Mechon Moshe. OCLC:970925649.
- Neubauer, A. (1868). Géographie du Talmud (بالفرنسية). Paris: Michel Lévy Frères.
- Notley, R.S.; Safrai, Z., eds. (2005). Eusebius, Onomasticon: The Place Names of Divine Scripture (بالإنجليزية). Boston / Leiden: E.J. Brill. OCLC:927381934.
- Pietersma، Albert؛ Wright، Benjamin G. (2005). A New English Translation of the Septuagint. Oxford University Press. ISBN:9780199743971. مؤرشف من الأصل في 2023-07-16.
- Rogers، Jeffrey S. (2000). "Table of Nations". في Freedman، David Noel؛ Myers، Allen C. (المحررون). Eerdmans Dictionary of the Bible. Amsterdam University Press. ISBN:9789053565032.
- Ruiten، Jacques T. A. G. M. (2000). Primaeval History Interpreted: The Rewriting of Genesis 1–11 in the Book of Jubilees. BRILL. ISBN:9789004116580. مؤرشف من الأصل في 2022-06-16.
- Saadia Gaon (1984). يوسف قافيه (المحرر). Rabbi Saadia Gaon's Commentaries on the Pentateuch (بالعبرية) (ط. 4). Jerusalem: Mossad Harav Kook. OCLC:232667032.
- Saadia Gaon (1984b). Moshe Zucker (المحرر). Saadya's Commentary on Genesis (بالعبرية). New York: Jewish Theological Seminary of America. OCLC:1123632274.
- Sadler، Rodney Steven, Jr. (2009). Can a Cushite Change His Skin?: An Examination of Race, Ethnicity, and Othering in the Hebrew Bible. A&C Black. ISBN:9780567027658. مؤرشف من الأصل في 2023-07-16.{{استشهاد بكتاب}}:  صيانة الاستشهاد: أسماء متعددة: قائمة المؤلفين (link)
- Sailhamer، John H. (2010). The Meaning of the Pentateuch: Revelation, Composition and Interpretation. InterVarsity Press. ISBN:9780830878888. مؤرشف من الأصل في 2023-07-16.
- Scott، James M. (2005). Geography in Early Judaism and Christianity: The Book of Jubilees. Cambridge University Press. ISBN:9780521020688. مؤرشف من الأصل في 2023-07-16.
- Sozomen; Philostorgius (1855). The Ecclesiastical History of Sozomen and The Ecclesiastical History of Philostorgius (بالإنجليزية). Translated by Edward Walford. London: Henry G. Bohn. OCLC:224145372.
- Strawn، Brent A. (2000a). "Shem". في Freedman، David Noel؛ Myers، Allen C. (المحررون). Eerdmans Dictionary of the Bible. Amsterdam University Press. ISBN:9789053565032.
- Strawn، Brent A. (2000b). "Ham". في Freedman، David Noel؛ Myers، Allen C. (المحررون). Eerdmans Dictionary of the Bible. Amsterdam University Press. ISBN:9789053565032.
- Targum Pseudo-Jonathan (1974). M. Ginsburger (المحرر). Pseudo-Jonathan (Thargum Jonathan ben Usiël zum Pentateuch (بالعبرية). Berlin: S. Calvary & Co. OCLC:6082732. (First printed in 1903, Based on British Museum add. 27031)
- Thompson، Thomas L. (2014). "Narrative Reiteration and Comparative Literature: Problems in Defining Dependency". في Thompson، Thomas L.؛ Wajdenbaum، Philippe (المحررون). The Bible and Hellenism: Greek Influence on Jewish and Early Christian Literature. Routledge. ISBN:9781317544265.
- Towner، Wayne Sibley (2001). Genesis. Westminster John Knox Press. ISBN:9780664252564. مؤرشف من الأصل في 2023-07-16.
- Uehlinger، Christof (1999). "Nimrod". في Van der Toorn، Karel؛ Becking، Bob؛ Van der Horst، Pieter (المحررون). Dictionary of Deities and Demons in the Bible. Brill. ISBN:9780802824912.
- Wajdenbaum، Philippe (2014). Argonauts of the Desert: Structural Analysis of the Hebrew Bible. Routledge. ISBN:9781317543893. مؤرشف من الأصل في 2023-07-16.
- Yefet ben Ali (n.d.). Yefet ben Ali's Commentary on the Torah (Genesis) - Ms. B-51 (بالعبرية). St. Petersburg, Russia: Institute of Oriental Manuscripts of the Russian Academy of Sciences. مؤرشف من الأصل في 2022-06-16.
- Yu Huan (2004)، "The Peoples of the West"، Weilue 魏略، ترجمة: John E. Hill، مؤرشف من الأصل في 2023-06-04 (section 5, note 13) (This work, published in 429 CE, is a recension of Yu Huan's Weilue ("Brief Account of the Wei Dynasty"), the original having now been lost)

## روابط خارجية
- الموسوعة اليهودية : إدخال "علم الأنساب"

1. ↑  The sense here is to Africa Zeugitana in the north; Africa Byzacena to its adjacent south (corresponding to eastern Tunisia), and Africa Tripolitania to its adjacent south (corresponding to southern Tunisia and northwest Libya). All of which were part of the Dioecesis Africae, or Africa propria, in early Roman times. See ليون الإفريقي (1974), vol. 1, p. 22. Neubauer (1868:400) thought that Afriki in the Aramaic text "should necessarily represent a country in Asia here. Some scholars want to see Phrygia there, others Iberia" (End Quote).
2. ↑  A name typically associated with the أيوليون, who settled in Ilida (formerly known as Elis) in Greece, and in the regions thereabout. Jonathan ben Uzziel, who rendered an Aramaic translation of the سفر حزقيال in the early 1st-century CE, wrote that Elisha in Ezekiel 27:7 is the province of إيطاليا, suggesting that his descendants had originally settled there. According to Hebrew Bible exegete, Abarbanel (1960:173), they also established a large colony in صقلية, whose inhabitants are known as Sicilians. According to Josippon (1971:1), Elisha's descendants had also settled in ألمانيا (Almania).
3. ↑  According to Abarbanel (1960:173), the descendants of Tarshish eventually settled in تسكانة and in لومبارديا, and made-up parts of the populations of فلورنسا، ميلانو, and البندقية, underscoring the fact that the migration of man and of different ethnic groups is always fluid and ever changing.
4. ↑  A place thought to be in present-day Sudan.[بحاجة لمصدر]
5. ↑  A place on the sub-continent of الهند.
6. ↑  بلينيوس الأكبر, in his Natural History, describes this place as being situate along the banks of the Nile River.
7. ↑  The medieval Arab geographers gave the name Zinğ or Zinj to the African people who dwell along the Indian Ocean, such as in present-day كينيا, but may also refer to places along the Swahili Coast. See ابن خلدون (1927:106), who writes in the 14th-century of the Zinğ on this wise: "Ibn-Said enumerates nineteen peoples or tribes of which the black race is made up; Thus, on the East side, on the المحيط الهندي, we find the Zendj (تكذية (كتب)), a nation which owns the city of Monbeça (مومباسا) and practices idolatry" (End Quote). Ibn Khaldun (1967), p. 123, repeats the same in his work, مقدمة ابن خلدون, placing the people who are called Zinğ along the coast of the Indian Ocean, between زيلع and مقديشو.
8. ↑  Mauretinos was the forebear of the Black Moors, from whom the region in North Africa bears its name. His name is generally associated with the biblical Raʻamah, and whose posterity were called Maurusii by the Greeks. In طنجة (the 1st Mauretania), the Black Moors were already a minority race at the time of Pliny, largely supplanted by the قيتول. According to R. سعيد الفيومي (1984:32), the descendants of Raʻamah (Mauretinos) were thought to have settled Kakaw, possibly جاو, along the bend of the نهر النيجر. Alternatively, Saadia Gaon may have been referring to the شعب بيلالا who inhabit a region bordering on Borno to the west and Nubia to the east. On this place, see ليون الإفريقي (1974: vol. 3, p. 852 - note 27)
9. ↑  Pliny, in his Natural History, mentions this place under the name Sabaei.
10. ↑  In ثقافة يهودية, Ophir is often associated with a place in الهند, where the descendants of Ophir are thought to have settled. Fourteenth-century biblical commentator, نثنائيل بن أشعيا, writes: "And Ophir, and Havilah, and Jobab (Gen. 10:29), these are the tracts of countries in the east, being those of the first الأقاليم السبعة" (End Quote), and which first clime, according to أبو الريحان البيروني, the sub-continent of India falls entirely therein. Cf. يوسيفوس فلافيوس, (عاديات اليهود 8.6.4., s.v. Aurea Chersonesus). The 10th-century lexicographer, Ben Abraham al-Fasi (1936:46), identified Ophir with Serendip, the old Persian name for سريلانكا (aka Ceylon).